# Archieparchia Tellicherry
Archieparchia Tellicherry (łac. Archieparchia Tellicherriensis, ang. Archeparchy of Tellicherry (Syro-Malabar)) – syromalabarska archieparchia ze stolicą w Thalassery w stanie Kerala, w Indiach. Arcybiskupi Tellicherry są również metropolitami metropolii o tej samej nazwie.